# Ліхтенштейн на зимових Олімпійських іграх 1992
Ліхтенштейн брав участь у Зимових Олімпійських іграх 1992 року в Альбервілі (Франція), але не завоював жодної медалі. Князівство представляли 7 спортсменів (6 чоловіків та 1 жінка) у змаганнях з гірськолижного спорту та лижних перегонів.

### Гірськолижний спорт
Чоловіки
| Спортсмен      | Дисципліна              | 1-а гонка | 2-а гонка | Загальний результат | Загальний результат |
| Спортсмен      | Дисципліна              | Час       | Час       | Час                 | Місце               |
| -------------- | ----------------------- | --------- | --------- | ------------------- | ------------------- |
| Маркус Фозер   | Швидкісний спуск        |           |           | DNF                 | —                   |
| Даніель Фогт   | Супергігантський слалом |           |           | DNF                 | —                   |
| Ахім Фогт      | Супергігантський слалом |           |           | DNF                 | —                   |
| Марко Бюхель   | Супергігантський слалом |           |           | 1:17.25             | 36                  |
| Гюнтер Марксер | Супергігантський слалом |           |           | 1:16.48             | 26                  |
| Даніель Фогт   | Гігантський слалом      | DNF       | —         | DNF                 | —                   |
| Марко Бюхель   | Гігантський слалом      | DNF       | —         | DNF                 | —                   |
| Ахім Фогт      | Гігантський слалом      | 1:08.68   | 1:06.02   | 2:14.70             | 26                  |
| Гюнтер Марксер | Гігантський слалом      | 1:06.69   | 1:04.46   | 2:11.15             | 15                  |

Чоловіча комбінація
| Спортсмен    | Швидкісний спуск | Слалом  | Слалом  | Загальний результат | Загальний результат |
| Спортсмен    | Час              | Час 1   | Час 2   | Очки                | Місце               |
| ------------ | ---------------- | ------- | ------- | ------------------- | ------------------- |
| Маркус Фозер | 1:49.12          | 59.08   | 1:00.50 | 146.89              | 30                  |
| Даніель Фогт | 1:48.97          | 55.95   | 57.88   | 112.92              | 24                  |
| Ахім Фогт    | 1:47.09          | 1:05.98 | 1:01.88 | 172.91              | 30                  |

Жінки
| Спортсмен    | Дисципліна              | 1-а гонка | 2-а гонка | Загальний результат | Загальний результат |
| Спортсмен    | Дисципліна              | Час       | Час       | Час                 | Місце               |
| ------------ | ----------------------- | --------- | --------- | ------------------- | ------------------- |
| Бріджіт Хееб | Супергігантський слалом |           |           | 1:27.22             | 30                  |
| Бріджіт Хееб | Гігантський слалом      | DNF       | —         | DNF                 | —                   |

Жіноча комбінація
| Спортсмен    | Швидкісний спуск | Слалом | Слалом | Загальний результат | Загальний результат |
| Спортсмен    | Час              | Час 1  | Час 2  | Очки                | Місце               |
| ------------ | ---------------- | ------ | ------ | ------------------- | ------------------- |
| Бріджіт Хееб | 1:28.90          | 39.34  | 45.28  | 164.25              | 20                  |

### Лижні перегони
Чоловіки
| Дисципліна                                  | Спортсмен     | Гонка     | Гонка     |
| Дисципліна                                  | Спортсмен     | Час       | Результат |
| ------------------------------------------- | ------------- | --------- | --------- |
| Гонка на 10 км класичний стиль              | Маркус Гаслер | 31:27.0   | 45        |
| Гонка на 15 км з переслідуванням 1 фристайл | Маркус Гаслер | 43:10.6   | 36        |
| Гонка на 30 км класичний стиль              | Маркус Гаслер | 1'31:03.3 | 43        |

1 Старт з інтервалом у 10 км 